# Persson sjonger Persson
Persson sjonger Persson är ett album av Pelleperssons Kapell, släppt 1982. Albumet består av låtar gjort populära av sångaren och skådespelaren Edvard Persson (1888–1957). Albumet spelades in i Starec Studio och utgavs av Sonet Grammofon AB.

## Låtlista
1. "Kalle på Spången" (Lasse Dahlquist) – 3:08
2. "Liden vid kanin" (Sven Gustafson) – 2:53
3. "Vägen till himmelen" (Georg Eliasson/Sven Rüno/Alvar Kraft) – 3:53
4. "Det var en gång en båtsman" (trad.) – 4:50
5. "Skånevisa" (Edvard Persson) – 3:18
6. "Jag har bott vid en landsväg" (Charles Henry/Alvar Kraft) – 4:00
7. "Vi klarar oss nog ändå" (Lasse Dahlquist) – 3:43
8. "Lite grann från ovan" (Lasse Dahlquist) – 4:41
9. "En fattig trubadur" (Arne Pärson/Alvar Kraft) – 5:40

## Medverkande
Musiker
- Peps Persson – sång, gitarr, munspel, basgitarr, orgel, piano, percussion, bakgrundssång, arrangement
- Bosse Skoglund – trummor, percussion, piano
- Rolf Alm – dragspel
- Lave Lindholm – basgitarr, bakgrundssång
- Virimuje (Willy) Mbuende – basgitarr
- Lester Jackman – orgel, piano
- Tomas Franck – tenorsaxofon
- Ove Larsson – trombon

Produktion
- Peps Persson – musikproducent
- Lave Lundholm – ljudtekniker
- Pontus Olsson – ljudmix
- Jan Hesseldahl – omslagskonst
- Svante Torstensson – foto